# Sesvennahütte
Die Sesvennahütte ist eine Schutzhütte, von mehreren Sektionen des AVS betrieben, auf 2256 m s.l.m. Höhe in dem zu Südtirol in Italien gehörenden Teil der Sesvennagruppe.

## Geschichte
Die Sesvennahütte wurde 1980 von den AVS Sektionen Obervinschgau (Ortsgruppe Mals), Vinschgau, Untervinschgau, Martell und Lana erbaut. Der Standort liegt weniger als 200 Meter von der Ruine der Alten Pforzheimer Hütte entfernt.

## Aufstiege
- von Schlinig (1738 m) in zwei Stunden
- von Burgeis in dreieinhalb Stunden
- von Sur En in vier Stunden
- von S-charl (1810 m) in fünf Stunden

## Benachbarte Hütten
- Lischanahütte (2500 m), in vier Stunden
- Rojenhütte (1970 m) im Rojental über die Rasass-Spitze, in fünf Stunden

## Gipfeltouren
- Föllakopf, Höhe 2890 m, in zweieinhalb Stunden
- Craist’Alta, Höhe 2756 m, in zwei Stunden
- Piz Rasass, Höhe 2941 m, in zwei Stunden
- Piz Rims und Piz Cristanas, Höhe 3070 m bzw. 3092 m, in drei bzw. dreieinhalb Stunden
- Piz Sesvenna, Höhe 3205 m, in vier Stunden
- Muntpitschen, Höhe 3162 m, in fünf Stunden
- Piz Lischana, Höhe 3105 m, in vier Stunden
- Vermungspitzen, Höhe 2818 m, in drei Stunden

## Mountainbiketouren
Die Sesvennahütte wird von vielen Mountainbikern auf einer Alpenüberquerung mit dem Mountainbike genutzt. Sie liegt unter anderem auf der Joe-Route. Diese beginnt in Bayern und endet am Gardasee.